# Aleid van Gelre

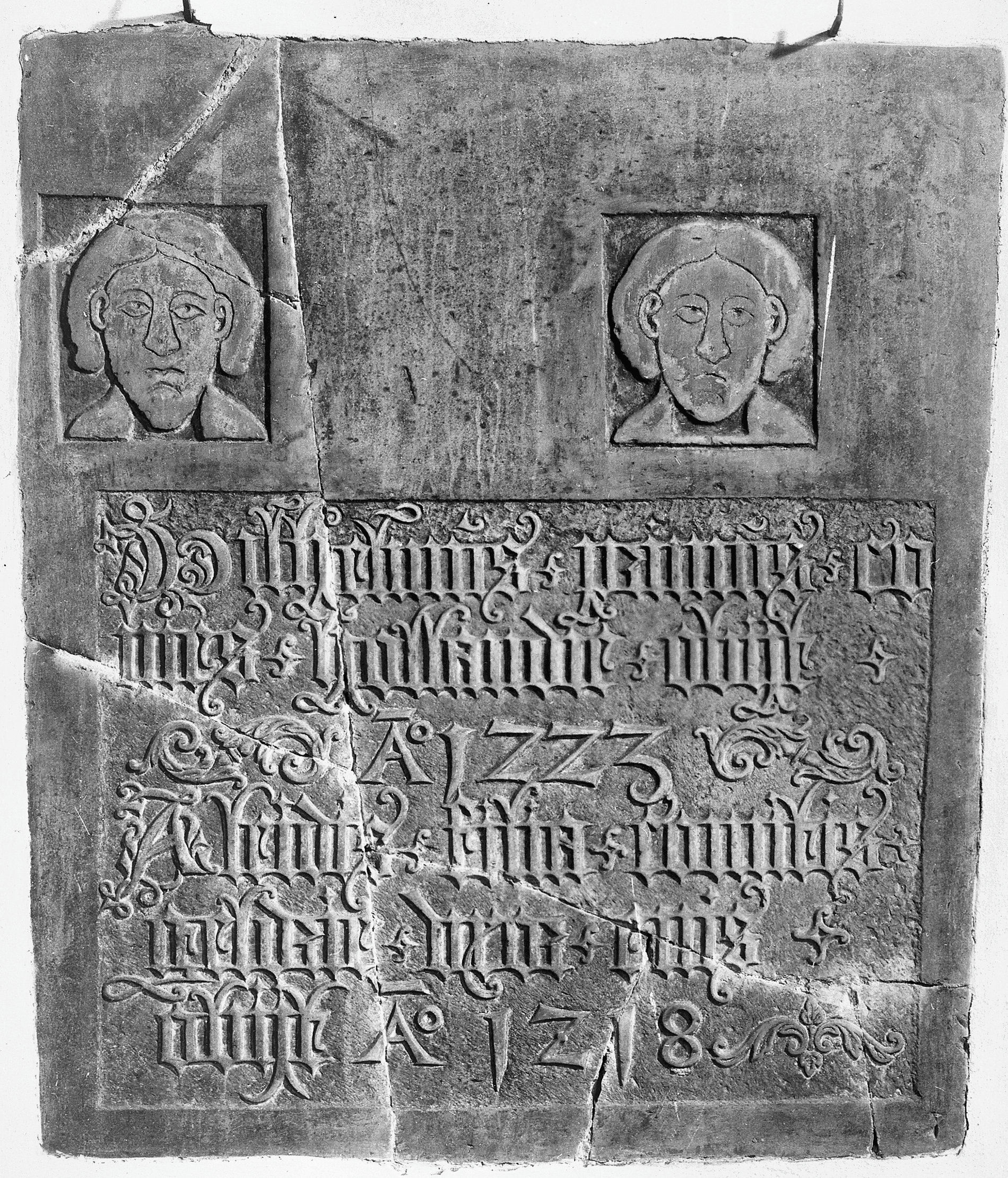
Foto uit 1943 van de grafsteen van Willem I van Holland en Aleid van Gelre, in het koor van de Hervormde Kerk in Rijnsburg.

Aleid (overleden op 12 februari 1218) was door haar huwelijk met Willem I gravin van Holland. Aleid was de oudste dochter van graaf Otto I van Gelre en Ricardis, een dochter van Otto I van Beieren.

## Biografie

### Huwelijk met Willem
Over Aleid van Gelre is weinig bekend uit contemporaine bronnen. Haar geboortejaar is onbekend en over haar jeugd aan het Gelderse hof is niets overgeleverd. In de Annalen van Egmond, de belangrijkste verhalende bron over de twaalfde-eeuwse geschiedenis van Holland, komt ze voor het eerst voor bij de beschrijving van haar huwelijk met Willem I van Holland.
Eind 1195 of begin 1196 benoemde graaf Dirk VII van Holland diens jongere broer Willem tot graaf van Midden-Friesland, dat onder gedeeld gezag stond van Holland en het Sticht Utrecht. Als graaf van Friesland kwam Willem in conflict met de heer van Kuinre, Hendrik de Kraan, een leenman van de bisschop van Utrecht. Willem veroverde Kuinre en liet de Kuinderburcht verwoesten. Vervolgens reisde hij naar Kasteel Ter Horst in het Sticht voor een ontmoeting met zijn broer Dirk VII, die voor korte tijd benoemd was tot voogd van het bisdom. Willem werd door zijn broer ontvangen, maar net voordat hij aan tafel wilde gaan werd hij − met toestemming van zijn broer – overvallen en gevangengenomen door Hendrik de Kraan en zijn volgelingen. Willem wist echter te ontsnappen en vluchtte naar Gelre, waar hij aan het hof van graaf Otto I verbleef. Volgens de Annalen bleef hij "daar een tijdje omdat zijn benen door het ijs ernstig waren opengescheurd en door de kou gezwollen." Aan het Gelderse hof verloofde hij zich met Aleid, de dochter van zijn gastheer. Vervolgens keerde Willem terug naar Friesland. De Annalen vertellen dat hij kort daarop huwde met "de dochter van graaf Otto, die met alle eer naar hem gebracht was; de bruiloft is in Stavoren gevierd". 
Het jaar waarin de bruiloft gevierd werd is niet met zekerheid vast te stellen, maar waarschijnlijk vond het plaats in 1198. Volgens de veertiende-eeuwse kroniekschrijver Willem Procurator vond het huwelijk in 1206 plaats, toen Willem al als graaf van Holland regeerde. Volgens Henri Obreen was dit onmogelijk, omdat Willem in een oorkonde uit 1200 als schoonzoon van Otto van Gelre werd vermeld.

### Gravin van Holland
Over Aleids leven als gravin is weinig bekend. Tot 1203 regeerde Willem in Friesland, daarna probeerde hij tijdens de Loonse Oorlog de macht in het graafschap Holland over te nemen ten koste van zijn nicht Ada en haar man Lodewijk II van Loon. Vanaf 1206 regeerde Willem onbetwist als graaf Holland, hoewel hij het grafelijk gezag formeel moest delen met Lodewijk II van Loon.
Aleid bezegelde als gravin een aantal privaatrechtelijke oorkondes, maar haar zegel is niet bewaard gebleven. Volgens een veertiende-eeuws verhaal zou ze een kostbaren gouden kruis aan de abdij van Rijnsburg hebben geschonken.
In de lente van 1217 vertrok Willem I om deel te nemen aan de Vijfde Kruistocht. Hij stelde zijn neef Boudewijn I van Bentheim aan als ruwaard tijdens zijn afwezigheid. Aleid overleed tijdens de afwezigheid van haar man op 12 februari 1218. Haar lichaam werd bijgezet in de abdijkerk van Rijnsburg.
Willem hertrouwde in 1220 met Maria, een dochter van Hendrik I van Brabant en de weduwe van keizer Otto IV. Kort voor zijn dood in 1222 zette Willem een enorm bedrag van 100 Hollandse ponden opzij om een altaar in Rijnsburg op te richtten, waar zielmissen gelezen moesten worden voor hem, zijn voorouders en zijn eerst vrouw Aleid. De grafsteen van Willem en Aleid werd bij een onderzoek in de ruïnes van Rijnsburg in 1613 teruggevonden. De steen is ingemetseld in de muur van het koor van de Grote kerk in Rijnsburg.

## Kinderen
Aleid en Willem kregen vijf kinderen:
- Floris IV (1210–1234)
- Otto (overleden in 1249)
- Ada (begraven in 1258), abdis van Rijnsburg
- Ricardis (begraven in 1262)
- Willem (overleden in 1238)